# 4310 Strömholm
A 4310 Strömholm (ideiglenes jelöléssel 1978 RJ7) a Naprendszer kisbolygóövében található aszteroida. Claes-Ingvar Lagerkvist fedezte fel 1978. szeptember 2-án.